# D. V. Sadananda Gowda

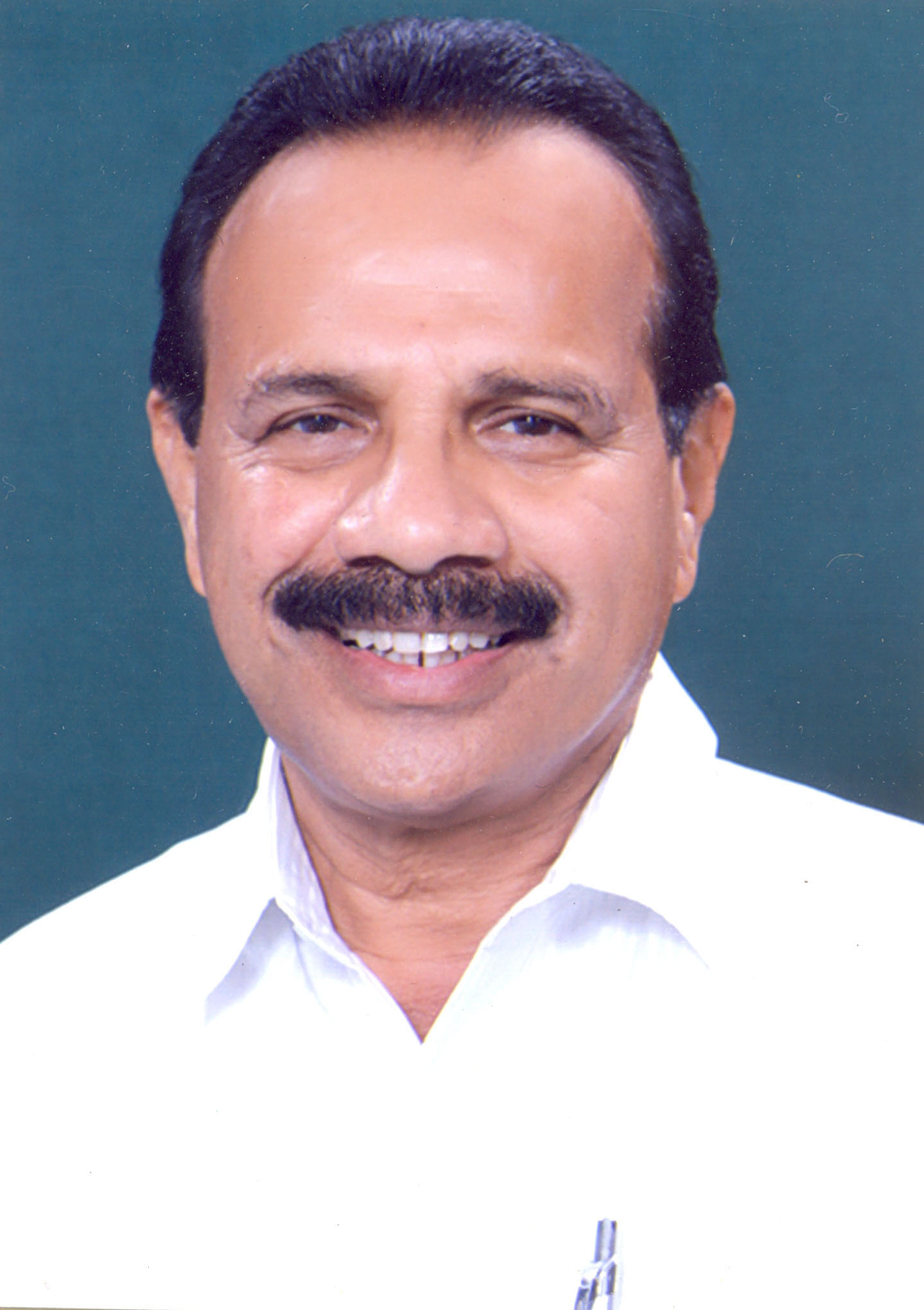
D. V. Sadananda Gowda (2014)

D. V. Sadananda Gowda (Devaragunda Venkappa Sadananda Gowda; Kannada: ಡಿ. ವಿ. ಸದಾನಂದ ಗೌಡ [sʌˈdɑːnʌndʌ ˈgau̯ɖʌ]; * 18. März 1953 in Mandekolu) ist ein indischer Politiker der hindunationalistischen Partei Bharatiya Janata Party (BJP). Seit Mai 2014 ist er gesamtindischer Eisenbahnminister in der Regierung Narendra Modis. Zuvor war Sadananda Gowda von 2011 bis 2012 Chief Minister (Regierungschef) des Bundesstaates Karnataka.

## Biografie
D. V. Sadananda Gowda wurde am 18. März 1953 als Sohn von Venkappa Gowda und Kamala im Dorf Mandekolu nahe Sullia im Distrikt Dakshina Kannada in der Küstenregion Karnatakas geboren. Er ist Hindu und gehört zu den Vokkaliga, einer vor allem im Süden Karnatakas stark vertretenen Kaste, die neben den ebenfalls zahlenmäßig starken Lingayat eine wichtige Rolle in der von Kastenloyalitäten geprägten Politik Karnatakas spielt. Sadananda Gowda machte einen Abschluss als Bachelor of Science in Puttur und anschließend als Bachelor of Laws in Udupi. 1976 begann er als Anwalt zu praktizieren. D. V. Sanananda Gowda ist seit 1980 mit seiner Frau Datty Sadananda verheiratet. Das Paar hat einen Sohn.
Seine politische Karriere begann D. V. Sadananda Gowda in der hindunationalistischen Partei Bharatiya Jana Sangh (BJS), die 1980 in der Bharatiya Janata Party (BJP) aufging. Nachdem er verschiedene Parteiämter auf Distriktebene bekleidet hatte, übernahm er von 1983 bis 1989 die Leitung der BJP Yuva Morcha (der Jugendorganisation der Partei) in Karnataka. 1989 kandidierte Sadananda Gowda erstmals erfolglos bei der Wahl zur Karnataka Legislative Assembly (dem Unterhaus des Bundesstaatsparlaments). Bei der nächsten Wahl 1994 war er aber erfolgreich und konnte seinen Wahlkreis Puttur auch 1999 verteidigen. Während seiner zweiten Legislaturperiode war er von 1999 bis 2004 stellvertretender Oppositionsführer in der Karnataka Legislative Assembly. 2004 wurde Sadananda Gowda im Wahlkreis Mangalore in die Lok Sabha, das Unterhaus des gesamtindischen Parlaments, gewählt. Bei der Wahl 2009 trat er im Wahlkreis Udupi-Chikmagalur an und war erneut erfolgreich. Nach seiner Wahl zum Chief Minister von Karnataka gab Sadananda Gowda seinen Lok-Sabha-Sitz auf. Stattdessen ließ er sich in einer Nachwahl in den Legislative Council (das Oberhaus Karnatakas) wählen (Voraussetzung für das Amt des Chief Ministers ist ein Sitz im Parlament des Bundesstaates).
Nachdem der Chief Minister B. S. Yeddyurappa, der seit 2008 die BJP-Regierung Karnatakas führte, 2011 wegen eines Korruptionsskandals zurücktreten musste, setzte sich D. V. Sadananda Gowda gegen seinen parteiinternen Konkurrenten Jagadish Shettar, den Minister für ländliche Entwicklung im Kabinett Yeddyurappas, durch und wurde von der BJP-Fraktion zum Nachfolger des zurückgetretenen Regierungschefs bestimmt. Am 4. August 2011 wurde er als Chief Minister Karnatakas vereidigt. Vor dem Hintergrund der verbreiteten Stimmen, die vermuten, Yeddyurappa werde durch die Wahl seines Vertrauten weiterhin im Hintergrund die Fäden ziehen und seine Rückkehr ins Amt des Chief Ministers vorbereiten, sah sich Sadananda Gowda genötigt klarzustellen, er werde nicht als „Marionette Yeddyurappas“ regieren. Als Yeddyurappa im März 2012 von den Korruptionsvorwürfen freigesprochen wurde und sich anschickte, an die Macht zurückzukehren, widersetzte sich Sadananda Gowda aber dessen Ambitionen. Yeddyurappa übertrug daraufhin seine Unterstützung auf Jagadish Shettar. Es folgte eine parteiinterne Krise, in welcher vor allem die Lingayat-Fraktion Sadananda Gowda ihre Unterstützung verweigerte und sich auf die Seite des ebenfalls dieser Kaste angehörigen Shettar schlug. Am 29. Juni 2012 traten neun Minister aus Sadanada Gowdas Kabinett zurück und stellten sich offen gegen den Regierungschef. Am 11. Juli 2012 musste Sadananda Gowda schließlich das Amt des Chief Ministers zugunsten von Jagadish Shettar aufgeben.
Bei der indischen Parlamentswahl 2014 wurde D. V. Sadananda Gowda wieder in die Lok Sabha gewählt. Er vertritt nunmehr den Wahlkreis Bangalore North. Am 26. Mai 2014 wurde er zum Eisenbahnminister im neu gebildeten Kabinett Modi I ernannt. Dieses Ressort erhielt er auch im Kabinett Modi II (ab 31. Mai 2019).